# James Brander
James Alan Brander (* 1953 in New Westminster, British Columbia, Kanada) ist ein kanadischer Wirtschaftswissenschaftler und Hochschullehrer. Der Schwerpunkt seiner Arbeit liegt im Bereich Außenhandel, Industrieökonomik sowie Umwelt- und Ressourcenmanagement.

## Werdegang, Forschung und Lehre
Brandner studierte zunächst an der University of British Columbia, wo er 1975 als Bachelor of Arts graduierte. Anschließend ging er an die Stanford University, an der er ein Jahr nach Erreichen seines Masters of Arts 1979 als Ph.D. abschloss. Im selben Jahr trat Brander seine erste Stelle als Assistant Professor an der Queen’s University an, ehe er 1984 als Associate Professor an die University of British Columbia zurückkehrte. Dort wurde er 1990 zum ordentlichen Professor berufen und bekleidete zwischen 1999 und 2003 das Amt der stellvertretenden Dekans der Hochschule.
Brander publizierte und dozierte insbesondere zu Themen rund um den internationalen Handel, Industrial Organization, Umwelt- und Ressourcenmanagement und Venture Capital, aber auch über Volkswirtschaftslehre und staatliche Eingriffe in die Volkswirtschaft. Gemeinsam mit Barbara Spencer entwickelte er Anfang der 1980er Jahre das sogenannte Brander–Spencer-Modell, mit dem entgegen den seinerzeit geläufigen Modellen gezeigt wurde, inwiefern unter gewissen Rahmenbedingungen staatliches Eingreifen zum Schutz von Unternehmer die Gesamtwohlfahrt steigern kann.
Er leitete von 1997 bis 2001 das Canadian Journal of Economics als Chefredakteur und dann von 2009 bis 2010 die Canadian Economics Association als Präsident.